# Matula poroniiforme
Matula poroniiforme är en svampart som först beskrevs av Berk. & Broome, och fick sitt nu gällande namn av George Edward Massee 1888. Matula poroniiforme ingår i släktet Matula och familjen Stereaceae.   Inga underarter finns listade i Catalogue of Life.